# Ángel Oliva Beltrán
Ángel Oliva Beltrán (Saragossa, 8 d'agost de 1961) és un exfutbolista i entrenador aragonès. Com a futbolista ocupava la posició de defensa.

## Trajectòria
Debuta a primera divisió a la temporada 87/88, en la qual fitxa pel Cadis CF provinent de la UE Lleida. Durant la segona meitat dels 80 i principis dels 90 seria peça clau de l'equip andalús. Hi sumaria 194 partits i set gols a la màxima categoria amb el Cádiz, entre 1987 i 1992, quan descendeixen a Segona. A la categoria d'argent també és titular la 92/93, en la qual encadenen un nou descens a Segona B.
Després de penjar les botes, romandria vinculat al món del futbol com a entrenador del Cádiz B a la campanya 97/98, experiència que repeteix la temporada 01/02. Un any abans, havia estat segon tècnic del primer equip gadità. Després d'haver dirigit a altres equips andalusos, com l'Arcos i el Ronda, a l'estiu del 2009 retorna a la banqueta del filial del Cádiz.